# 亨利·戈德史密斯
亨利·戈德史密斯（英語：Henry Goldsmith，1885年7月22日—1915年5月9日），英国男子赛艇运动员。他曾代表英国参加1908年夏季奥林匹克运动会赛艇比赛，获得男子八人单桨有舵手铜牌。